# Homburg TG
| TG ist das Kürzel für den Kanton Thurgau in der Schweiz. Es wird verwendet, um Verwechslungen mit anderen Einträgen des Namens Homburg zu vermeiden. |

Homburg ist eine politische Gemeinde und eine Ortschaft im Bezirk Frauenfeld des Kantons Thurgau in der Schweiz. Homburg bildete mit Hörstetten und Schloss Klingenberg von 1870 bis 1998 die Einheitsgemeinde Homburg. Seit 1999 gehört es zusammen mit den ehemaligen Ortsgemeinden Gündelhart-Hörhausen und Salen-Reutenen zur politischen Gemeinde Homburg.

## Geographie

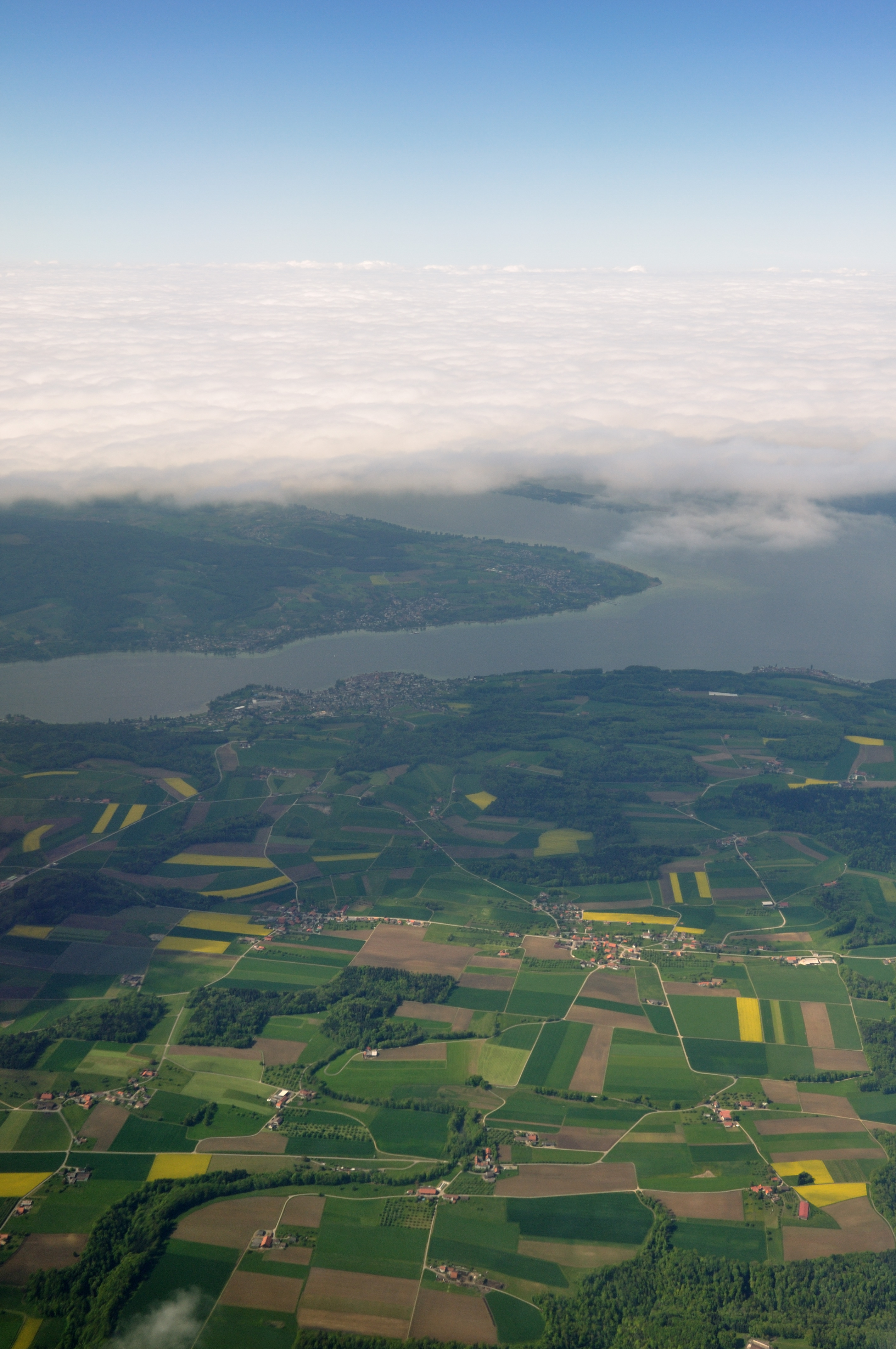
Luftbild vom 9. Mai 2011

Homburg liegt auf dem Seerücken in der Nähe des Untersees und ist flächenmässig die drittgrösste Gemeinde im Thurgau. Die Gemeinde besteht aus den Ortschaften Homburg, Gündelhart, Hörhausen, Salen und Reutenen.

### Ortschaften

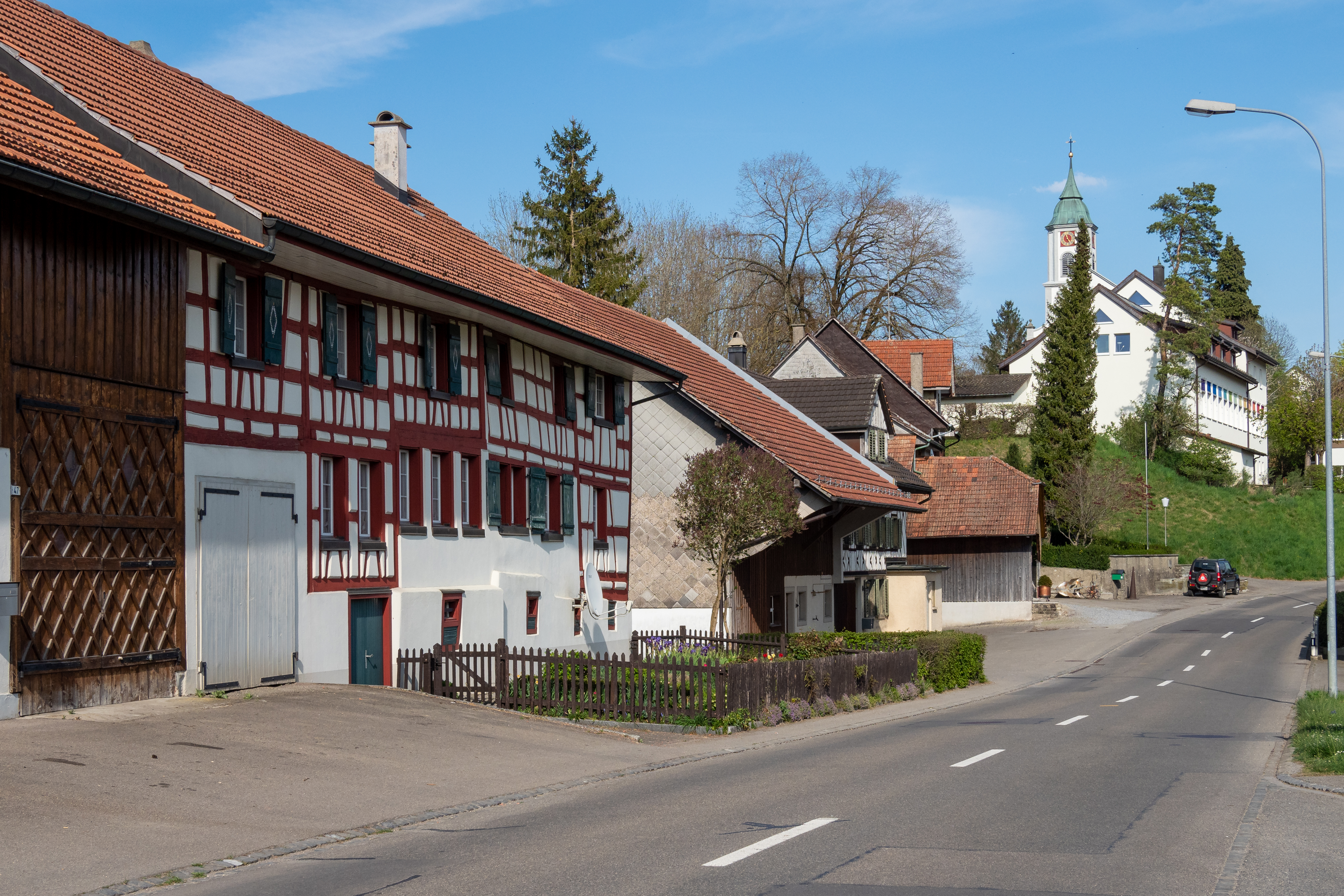
Hauptstrasse in Homburg

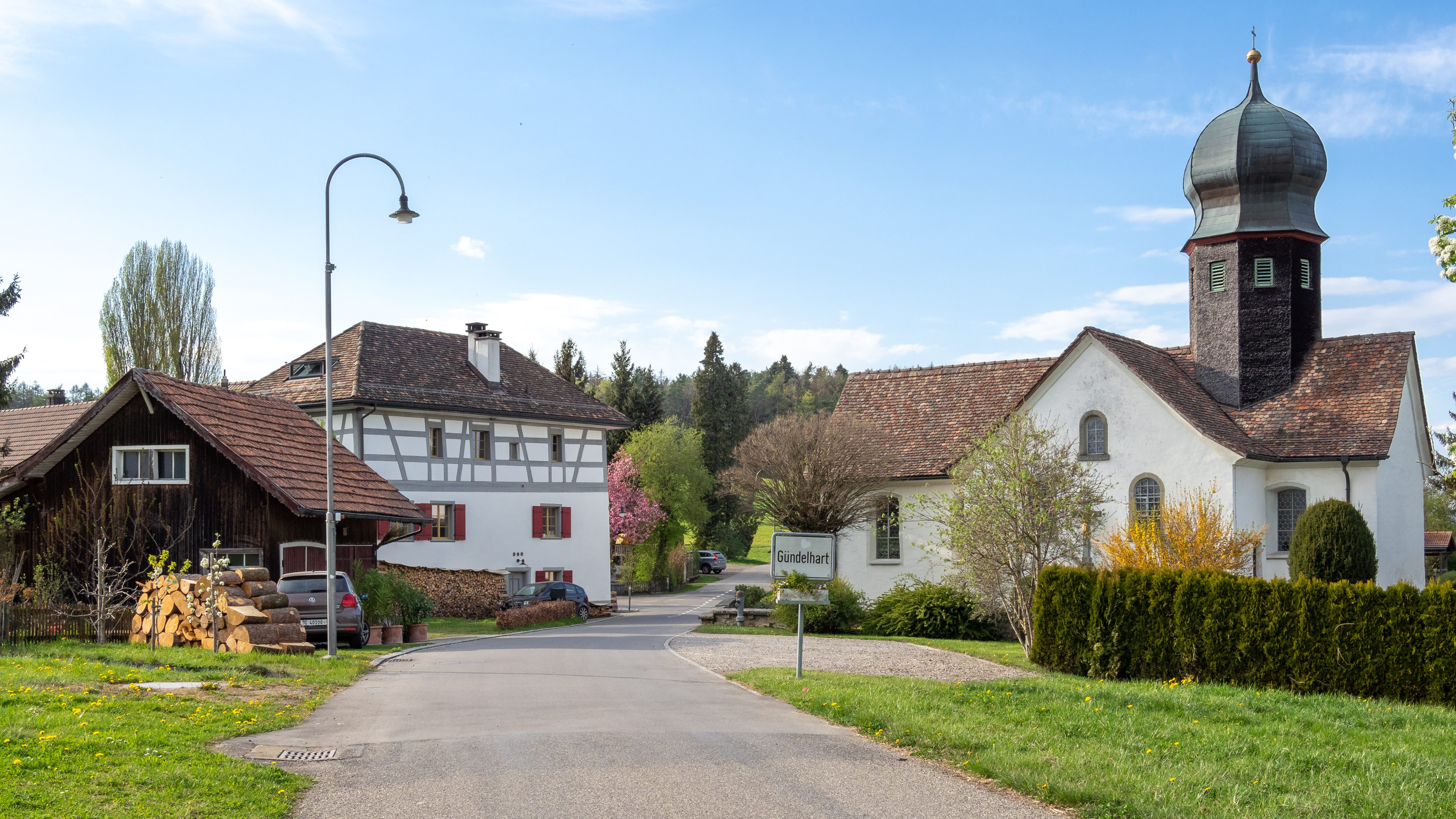
Gündelhart (Gemeinde Homburg)

Nebst Homburg besteht die Gemeinde aus den folgenden Ortschaften:

Gündelhart liegt im Nordwesten der Gemeinde auf einer abgeflachten Anhöhe. Charakteristisch ist das intakte Dorfbild mit der Kirche Sankt Mauritius, dem Pfarrhaus, dem Gebäudekomplex «Beggestübli» und dem Schloss. Das Schloss Gündelhart stammt aus dem 16. Jahrhundert.
Hörhausen ist das Dorf im Westen der Gemeinde. Die Ortschaft hatte Ende 2023 etwas weniger als 700 Einwohner. Es liegt an der Hauptstrasse Pfyn–Steckborn.
Klingenberg: Siedlung um das gleichnamige Schloss
Salen-Reutenen besteht aus den Weilern Bulgen, Haidenhaus, Reutenen, Salen, Sassenloh, Tägermoos und Uhwilen.
Eugerswil: Weiler am Südhang des «Homburgerberges» 1,2 km nördlich von Homburg.

### Klima
Für die Normalperiode 1991–2020 beträgt die Jahresmitteltemperatur 8,7 °C, wobei im Januar mit −0,2 °C die kältesten und im Juli mit 17,8 °C die wärmsten Monatsmitteltemperaturen gemessen werden. Im Mittel sind hier rund 81 Frosttage und 34 Eistage zu erwarten. Sommertage gibt es im Jahresmittel rund 25, während normalerweise zwei bis drei Hitzetage zu verzeichnen sind. Die Messstation von MeteoSchweiz liegt auf einer Höhe von 719 m ü. M.
|                        | Jan  | Feb  | Mär | Apr  | Mai  | Jun  | Jul  | Aug  | Sep  | Okt  | Nov | Dez  |   |       |
| Mittl. Temperatur (°C) | −0,2 | 0,6  | 4,4 | 8,4  | 12,5 | 16,1 | 17,8 | 17,5 | 13,2 | 9,0  | 3,9 | 0,6  | ⌀ | 8,7   |
| Mittl. Tagesmax. (°C)  | 1,6  | 3,2  | 7,9 | 12,4 | 16,6 | 20,3 | 22,0 | 21,6 | 17,0 | 11,9 | 5,9 | 2,5  | ⌀ | 12    |
| Mittl. Tagesmin. (°C)  | −2,0 | −1,8 | 1,3 | 4,5  | 8,5  | 12,1 | 13,9 | 13,7 | 10,1 | 6,6  | 2,0 | −1,1 | ⌀ | 5,7   |
|                        |      |      |     |      |      |      |      |      |      |      |     |      |   |       |
| Niederschlag (mm)      | 38   | 36   | 49  | 63   | 98   | 99   | 104  | 106  | 80   | 71   | 55  | 53   | Σ | 852   |
|                        |      |      |     |      |      |      |      |      |      |      |     |      |   |       |
| Regentage (d)          | 8,5  | 8,1  | 9,2 | 9,4  | 11,2 | 11,2 | 12,0 | 11,3 | 9,6  | 10,0 | 9,6 | 10,4 | Σ | 120,5 |
|                        |      |      |     |      |      |      |      |      |      |      |     |      |   |       |
| Luftfeuchtigkeit (%)   | 87   | 82   | 76  | 71   | 73   | 73   | 72   | 75   | 81   | 87   | 88  | 89   | ⌀ | 79,5  |

| −2,0 |

| −1,8 |

| 1,3 |

| 4,5 |

| 8,5 |

| 12,1 |

| 13,9 |

| 13,7 |

| 10,1 |

| 6,6 |

| 2,0 |

| −1,1 |

| −2,0 |

| −1,8 |

| 1,3 |

| 4,5 |

| 8,5 |

| 12,1 |

| 13,9 |

| 13,7 |

| 10,1 |

| 6,6 |

| 2,0 |

| −1,1 |

## Geschichte
Homburg wurde 899 als Hohenperc und 1243 als de Honburch urkundlich erwähnt. Vom Mittelalter bis 1798 gehörte Homburg zur Herrschaft Klingenberg. 1651 bis 1798 war das Kloster Muri im Besitz der Herrschaft und liess die niedere Gerichtsbarkeit über Homburg von einem Statthalter auf Schloss Klingenberg ausüben.
Die Pfarrei Homburg war eng mit der Herrschaft verbunden. Nach der Reformation von 1528 wurde 1532 der alte Glaube wieder eingeführt. Danach verwendeten beide Konfessionen die Kirche, bis 1555/56 der reformierte Gottesdienst in Homburg eingestellt wurde.
Im 19. Jahrhundert lösten Viehzucht, Milchwirtschaft und Obstbau den Ackerbau ab. 1866–67 wurde die Käsereigenossenschaft errichtet.
Am 1. Januar 1999 vereinigten sich die von der Munizipalgemeinde Steckborn abgetrennten Ortsgemeinden Gündelhart-Hörhausen, die bis 1953 Gündelhart hiess, und Salen-Reutenen mit der Einheitsgemeinde Homburg zur politischen Gemeinde Homburg.
Trotz der Ansiedlung von Gewerbebetrieben (Herzog Küchen AG) und des Baus einiger Einfamilienhäuser ist Homburg bis heute ein Bauerndorf geblieben.
→ siehe auch Abschnitt Geschichte im Artikel Gündelhart-Hörhausen

→ siehe auch Abschnitt Geschichte im Artikel Salen-Reutenen

## Wappen

### Einheitsgemeinde Homburg
Blasonierung: Geteilt von Schwarz und Weiss.
Das Wappen entspricht dem der Herren von Klingenberg, deren Stammschloss im Gebiet der früheren Einheitsgemeinde lag.

### Politische Gemeinde Homburg
Blasonierung: Geteilt und halb gespalten, 1: geteilt von Schwarz und Weiss, 2: in Gelb schwarz bordierter blauer Reichsapfel, 3: in Rot zwei ausgerissene gelbe Salweiden.
Das neue Gemeindewappen entstand 1998 durch die Kombination der bisherigen Wappen von Homburg, Gündelhart-Hörhausen und Salen-Reutenen. Heraldiker kritisierten, das bei der Gestaltung des Wappens auf den Zuzug von Fachleuten verzichtet wurde. Das Wappen ist überlastet und weist mit Ausnahme von Grün alle in der Heraldik möglichen Farben auf.

## Bevölkerung
| Hier fehlt eine Grafik, die leider im Moment aus technischen Gründen nicht angezeigt werden kann. Wir arbeiten daran! |

|                     | 1850 | 1900 | 1950 | 1980 | 1990 | 2000 | 2010 | 2018 | 2023 |
| ------------------- | ---- | ---- | ---- | ---- | ---- | ---- | ---- | ---- | ---- |
| Politische Gemeinde |      |      |      |      |      | 1432 | 1488 | 1542 | 1567 |
| Einheitsgemeinde    | 742  | 581  | 740  | 573  | 647  |      |      |      |      |

Von den insgesamt 1567 Einwohnern der Gemeinde Homburg am 31. Dezember 2023 waren 160 bzw. 10,2 % ausländische Staatsbürger. 586 (37,4 %) waren evangelisch-reformiert und 472 (30,1 %) römisch-katholisch. Die Ortschaft Homburg zählte zu diesem Zeitpunkt 885 Bewohner.

## Wirtschaft
Im Jahr 2016 bot Homburg 588 Personen Arbeit (umgerechnet auf Vollzeitstellen). Davon waren 26,0 % in der Land- und Forstwirtschaft, 53,0 % in Industrie, Gewerbe und Bau sowie 21,0 % im Dienstleistungssektor tätig.

## Verkehr
→ siehe Abschnitt Verkehr im Artikel Hörhausen

## Sehenswürdigkeiten

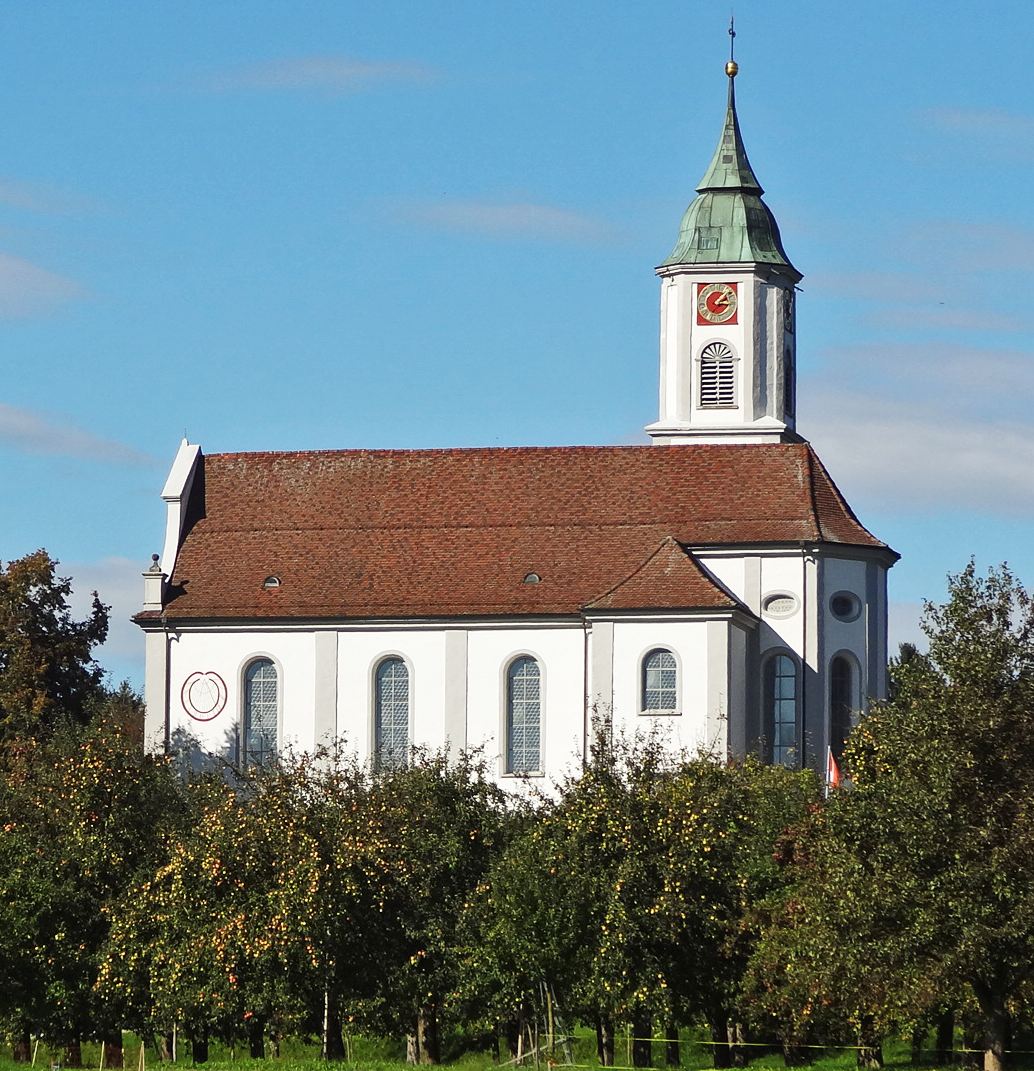
Dorfkirche Homburg

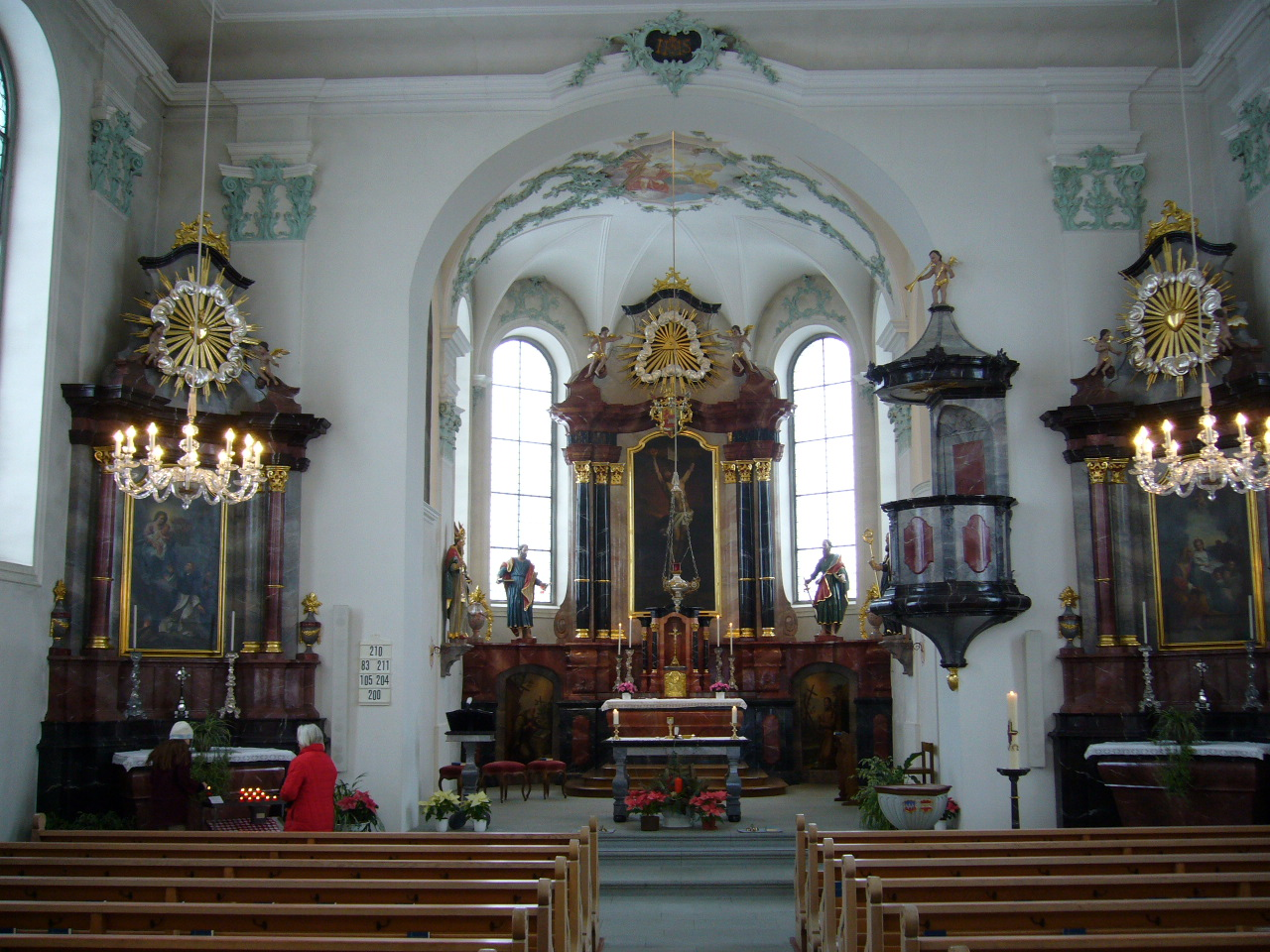
Inneres von St. Peter und Paul

→ siehe auch Liste der Kulturgüter in Homburg TG
- Die Kirche St. Peter und Paul: die Vorgängerkirche wurde 1753 abgerissen. Unter dem Baumeister Franz Singer (1701–1757) und dem Bauführer Marti Diettmann wurde der Rohbau der Kirche im Sommer 1754 fertiggestellt. Der Abt von Muri, Fridolin II, Kopp, übernahm den Bau des Chors. Die Einweihung der Kirche war am 10. Oktober 1754. Am 21. Juli 1784 wurde die Kirche beim Dorfbrand schwer beschädigt. Auch das Deckengemälde von Franz Ludwig Hermann (1723–1791) ging verloren. 1788 weihte in der renovierten Kirche Abt Gerold II von Muri die drei neuen Altäre. Im 19. Jahrhundert wurde die Kirche nicht sehr fachmännisch restauriert und zum Teil ihres spätbarocken Charakters beraubt. Dies wurde durch die Renovation von 1977 wieder rückgängig gemacht.
- Die Kapelle Oberkappel ist dem heiligen Sankt Nikolaus geweiht[14].
- Das Dorf Gündelhart ist im Inventar der schützenswerten Ortsbilder der Schweiz aufgeführt.

→ siehe auch Abschnitt Sehenswürdigkeiten im Artikel Gündelhart

→ siehe auch Abschnitt Sehenswürdigkeiten im Artikel Salen-Reutenen

## Persönlichkeiten
- Johann Evangelist Traber (1854–1930), katholischer Theologe, Begründer der Schweizer Raiffeisenbewegung